# LUCAS MEYER COSMETICS社
LUCAS MEYER COSMETICS社（ルーカスマイヤーコスメティックス）は、1991年にカナダで創業された、医薬品原料を主に開発を行うメーカーである。主にペプチドの原料を開発する。

## 概要
世界50か国以上に拠点を持つ。北米、欧州、アジアの50カ国以上で代理店や専門家のエージェントのネットワークを通じて世界中で入手可能である。ルーカスマイヤー化粧品のチームには、カナダ、フランス、オーストラリア、米国内の約40名の科学者や販売およびマーケティングの専門家が含まれる。